# Peperomia dryadum
Peperomia dryadum är en pepparväxtart som beskrevs av C. Dc.. Peperomia dryadum ingår i släktet peperomior, och familjen pepparväxter. Inga underarter finns listade i Catalogue of Life.